# Museo de las Telecomunicaciones (Honduras)
El Museo de las Telecomunicaciones es un museo de historia de las telecomunicaciones hondureñas ubicado en Tegucigalpa, Honduras. El museo está albergado en el histórico Palacio de las Telecomunicaciones y fue fundado en el 2002 por Hondutel. En el 2017 15.000 personas visitaron el museo.

## Historia

### Historia del inmueble

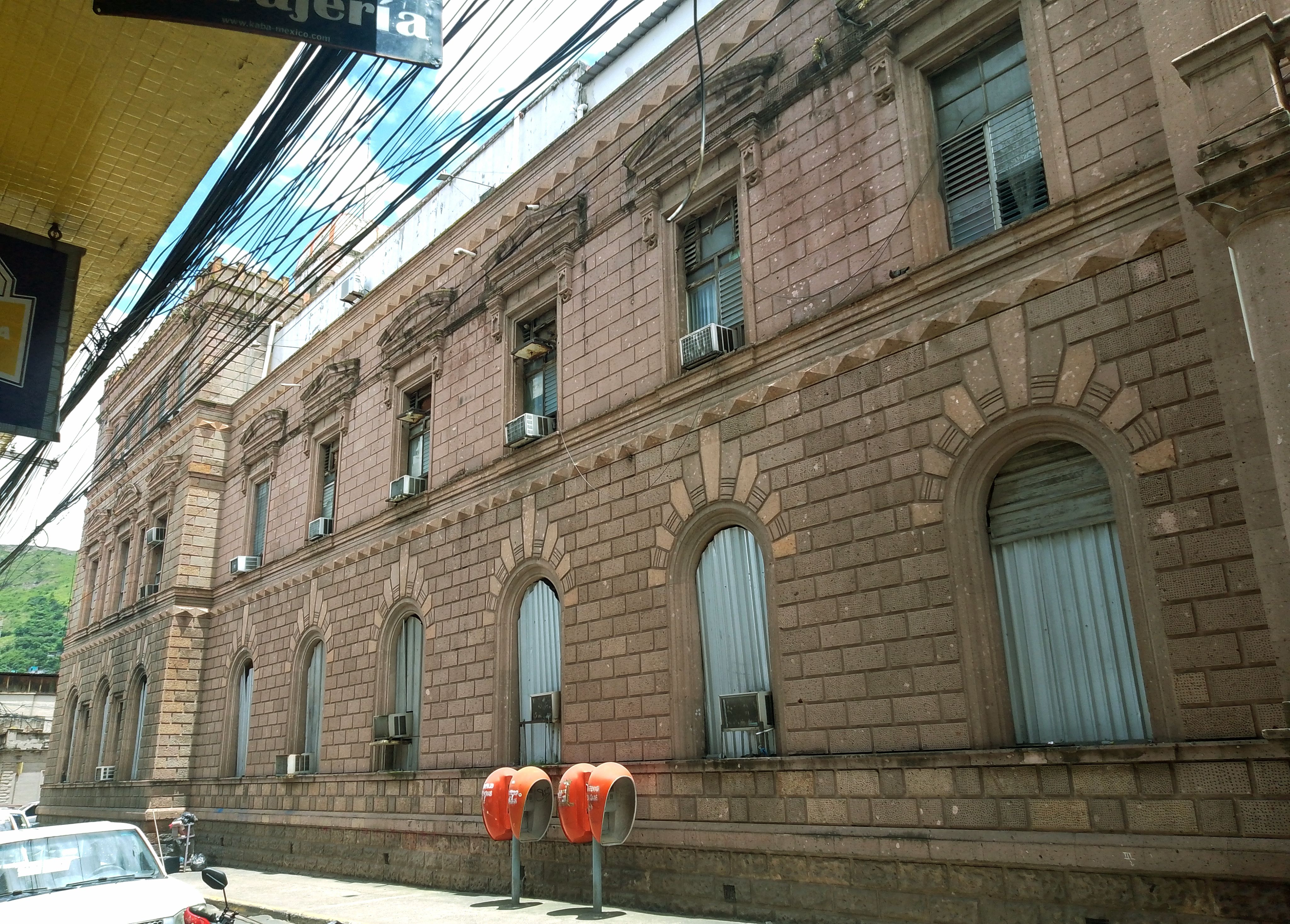
Ventanas al lado izquierda del palacio

El museo está ubicado en el Palacio de las Telecomunicaciones, un inmueble con diseño neoclásico y renacentista italiano diseñado por el arquitecto Agusto Bressani.  El edificio empezó a construirse en 1916, en su primera etapa de obra fue construyéndose así las primeras tres plantas del edificio, su diseño comparte cierta similitud con los palacios italianos como el palacio Rucellai.Dicho edificio se construyó en el mismo sitio donde previamente funcionó el Telégrafo Nacional. El inmueble tuvo una segunda etapa de construcción entre 1945 y 1948. Su fachada es de piedra de cantera rosada con pórtico principal, escalinata y columnas, convirtiéndose en uno de los monumentos más importantes en el casco histórico de Tegucigalpa. 

### Historia del museo
El museo fue fundado y abierto al público en el 2002 como el Museo de Hondutel aunque la empresa llevaba muchos años almacenando aparatos históricos que luego formarían parte de este museo. La colección creció sustancialmente después del Huracán Mitch en el 1998 cuando varios departamentos de Honduras donaron piezas de telecomunicación a Hondutel.
En el 2019 el museo sufrió un gran incendio a causa de manifestaciones en la zona. El incendio dañó la estructura del inmueble, un 30% de la colección y causó su cierre temporal. No se ha anunciado aún una fecha de reapertura.

### Clausura temporal
Desde el 2019 el museo lleva cerrado temporalmente debido a un incendio que ocurrió en el edificio causado por manifestaciones en la zona por empleados del campo de la medicina y la educación. El incendio causó daños severos al edificio y a la colección del museo. Según la directora Betty Sabillón se perdió el 30% de la colección. No se ha dado fecha para su reapertura.

## Colección
El museo tiene una colección de 625 piezas distribuidas por diez salas de exposición que narran la historia de las telecomunicaciones en Honduras. Su colección incluye aparatos telegráficos, teletipos, antiguos teléfonos y hasta mobiliario urbano como postes de alumbrado. El museo también alberga una hemeroteca que engloba varias libros y documentos sobre la historia de las telecomunicaciones en Honduras.